# Учебная марка
Учебные марки и виньетки — непочтовые марки, используемые в учебном процессе общеобразовательных и профессиональных школ, а также при профессиональном обучении почтовых служащих. Известны с середины XIX века.

## Тренировочные марки
Учебные марки, или псевдомарки, имитирующие почтовые и фискальные знаки, издавались в конце XIX — начале XX века в ряде стран, например, Франции, Австро-Венгрии, Польше. Они применялись при профессиональной подготовке почтовых и финансовых работников, во время практических занятий по почтовым тарифам и налогообложению.

## Игрушечные марки

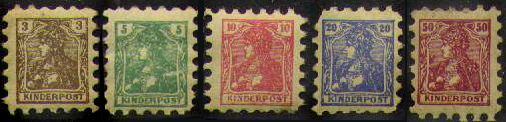
Германия: марки «детской почты» серии «Германия» (начало XX века)

До 1918 года в Россию часто попадали немецкие учебные виньетки лейпцигских изданий. На них изображались монархи, государственные мужи, писатели, композиторы и другие выдающиеся деятели. Использование этих марок при изучении истории, географии и литературы приносило ощутимые результаты.
В СССР в середине 1960-х годов предпринимались попытки издания таких виньеток. Были выпущены и продавались в магазинах «Книготорга» наборы виньеток с портретами отечественных писателей. Школьникам рекомендовалось наклеивание этих виньеток на обложки тетрадей с сочинениями по литературе.
К учебным также относятся наборы под названием «Детская почта», состоящие из малоформатных имитаций конвертов; листков почтовой бумаги; наклеек, похожих на почтовые марки; штемпельного прибора и почтовых карточек, маркированных псевдомарками, предназначенные для получения детьми, в процессе игры, первичных навыков по ведению почтовой переписки. Такие игры выпускались в Польше, Германии и некоторых других странах.